# Elmar P. J. Heizmann
Elmar Peter Jürgen Heizmann (* 6. September 1943 in Freiburg im Breisgau) ist ein deutscher Paläontologe und Zoologe, der sich mit Säugern befasst (besonders Paarhufer und Raubtiere).

## Leben
Elmar Peter Jürgen Heizmann, geboren 1943 in Freiburg im Breisgau, studierte Zoologie, Paläontologie und Anatomie an der Universität Basel mit der Promotion 1973. Schon in seiner Dissertation befasste er sich mit der Fundstelle von Säugern des Miozän in Steinheim am Albuch (speziell mit Raubtieren). Er war zunächst am Naturhistorischen Museum Basel und ab 1975 am Staatlichen Museum für Naturkunde Stuttgart, wo er Oberkonservator war und ab 2001 Leiter der Paläontologie. Er betreut dort die tertiären Säuger.
Er leitete Großgrabungen in Ulm (Westtangente) und Langenau und er forschte in Nord- und Südamerika, Ostafrika, Zentralasien (Aktau-Berge Kasachstan) und China. Vor allem befasst er sich aber mit tertiären Säugern Süddeutschlands.
2001 beschrieb er einen 16 bis 17 Millionen Jahre alten Zahnfund eines Hominiden in Engelswies, der Ähnlichkeit zu Griphopithecus und Kenyapithecus hat. Das ist der bisher älteste Hominidenfund in Europa.
Er war durch seine Arbeit in Steinheim auch 1974 an der Gründung des Meteorkrater-Museums beteiligt. Er hat den Vorsitz im Beirat des Geoparks Schwäbische Alb.

## Schriften
- Steinheim am Albuch. Ein miozäner Meteorkrater. In: Werner K. Weidert: Klassische Fundstellen der Paläontologie. Band 3, Goldschneck, 1995.
- Herausgeber: Vom Schwarzwald zum Ries. Erdgeschichte mitteleuropäischer Regionen. Pfeil, 1998 (darin mit Winfried Reiff: Aus der Katastrophe geboren. Das Steinheimer Becken; mit Franz Xaver Schmidt: Tertiärer Vulkanismus auf der Schwäbischen Alb und im Hegau und In Ulm und um Ulm herum. Der Nordrand des Molassebeckens).
- mit D. R. Begun: The oldest Eurasian Hominoid. In: Journal of Human Evolution. Bd. 41, 2001, S. 463–481.
- mit Volker J. Sach: Stratigraphie und Säugetierfaunen der Brackwassermolasse in der Umgebung von Ulm (Südwestdeutschland) Stuttgarter Beitr. Naturk., B, 310, 2001, 1-95
- mit Günter Schweigert: Das Randecker Maar. Ein miozäner Kratersee am Trauf der Schwäbischen Alb. In: Werner K. Weidert: Klassische Fundstellen der Paläontologie. Band 4, Goldschneck, 2001.
- mit Winfried Reiff: Der Steinheimer Meteorkrater. Hrsg. v. der Gemeinde Steinheim am Albuch. München 2002.
- mit Ronald Böttcher, Michael W. Rasser, Reinhard Ziegler: Biostratigraphy and palaeoecology of a Middle Miocene (Karpathian, MN 5) fauna from the northern margin of the North Alpine Foreland Basin (Oggenhausen 2, SW' Germany). Neues Jahrbuch für Geologie und Paläontologie, Abhandlungen. 254, Nr. 1/2, 2009, S. 237–260